# Wałoki (obwód mohylewski)
Wałoki (biał. Валокі; ros. Волоки) – wieś na Białorusi, w obwodzie mohylewskim, w rejonie mohylewskim, w sielsowiecie Paszkawa.
W pobliżu znajduje się przystanek kolejowy Wałoki, położony przy linii kolejowej Orsza – Mohylew.